# 376 (szám)
A 376 (római számmal: CCCLXXVI) egy természetes szám.

## A szám a matematikában
A tízes számrendszerbeli 376-os a kettes számrendszerben 101111000, a nyolcas számrendszerben 570, a tizenhatos számrendszerben 178 alakban írható fel.
A 376 páros szám, összetett szám, kanonikus alakban a 23 · 471 szorzattal, normálalakban a 3,76 · 102 szorzattal írható fel. Nyolc osztója van a természetes számok halmazán, ezek növekvő sorrendben: 1, 2, 4, 8, 47, 94, 188 és 376.
Ötszögszám.
A 376 négyzete 141 376, köbe 53 157 376, négyzetgyöke 19,39072, köbgyöke 7,21765, reciproka 0,0026596. A 376 egység sugarú kör kerülete 2362,47768 egység, területe 444 145,80299 területegység; a 376 egység sugarú gömb térfogata 222 665 095,9 térfogategység.